# Anolis gonavensis
Anolis gonavensis (гонавський гілочковий аноліс) — вид ігуаноподібних ящірок родини анолісових (Dactyloidae). Ендемік Гаїті. Описаний у 2016 році.

## Поширення і екологія
Гонавські гілочкові аноліси є ендеміками острова Гонав, розташованого в Гонавській затоці на захід від Гаїті.